# Унтемка (приток Утемки)
Унте́мка — река в России, правый приток Утемки. Устье реки находится в 6,5 км по правому берегу Утемки. Длина реки составляет 22 км.
Река начинается на территории Якшур-Бодьинского района, неподалёку от истоков реки Русать. Через 0,5 км входит на территорию Игринского района, где течёт на северо-восток, участок возле устья спрямлён на север с небольшими отклонениями на северо-запад. Впадает в Утемку напротив села Бачкеево. Берега реки покрыты лесом, в районе устья сооружён пруд. Притоки — Чумой, Каркашурка, Нектошурка (все — правые).
На реке расположены два населённых пункта с одинаковым названием — село Калиновка и деревня Калиновка. Они расположены в нижнем течении и разделены руслом реки.

## Данные водного реестра
По данным государственного водного реестра России относится к Камскому бассейновому округу, водохозяйственный участок реки — Чепца от истока до устья, речной подбассейн реки Вятка. Речной бассейн реки — Кама.
Код объекта в государственном водном реестре — 10010300112111100032684.